# Ігнацій Дашинський
Ігнацій (також Ігнаци, Ігнатій) Еварист Дашинський (пол. Ignacy Ewaryst Daszyński, 26 жовтня 1866, Збараж, Королівство Галичини та Володимирії, Австрійська імперія — 31 жовтня 1935, с. Бистра, ґміна Вільковиці, Польська Республіка) — польський публіцист, громадський діяч, політик. Навчався у Станиславівській гімназії, Ягайлонському, Цюріхському університетах. Посол до Райхсрату Австро-Угорщини у 1897—1918 роках. Голова Польської соціал-демократичної партії; редактор партійних газет «Праця», «Робітник» у Львові. З 6 листопада 1918 року прем'єр відновленої Польщі.. Автор публіцистичних, історичних статей, книг.

## Ранні роки
Майбутній політик народився у 1866 році у Збаражі, в родині австрійського чиновника. Після смерті батька у 1875 році багатодітна родина (п'ятеро дітей) переселяється до Станиславова. Невдовзі після переїзду Ігнацій записався до місцевої гімназії. Під впливом старшого брата-соціаліста Фелікса Дашинського Ігнацій починає займатися конспіративною партійною діяльністю. У 1880 році під час вшанування могили повстанця Гославського, він розкидав по цвинтарю листівки з антиурядовим політичним віршем, що написав його старший брат.
За це Фелікса Дашинського кинули до станиславівської в'язниці, а 14-літнього Ігнація викликали на допити до суду. Невдовзі обох братів виправдали.
Після виправдання брати засновують підпільний гурток, який збирався у підземеллях старої цегельні за містом. Там молоді люди, яких нараховувалось близько 30 осіб, читали заборонену літературу, фехтували тощо. Один з членів гуртка виявився штатним провокатором і доніс на братів у поліцію. Ігнація Дашинського було виключено з гімназії.

## Політична діяльність

### Обрання в парламент
Після виключення з гімназії та декількох років роботи канцеляристом адвокатської контори, дописувачем газет Дашинський вступає в університет. Пізніше Ігнацій Дашинський повертається до Галичини, і в 1891 році засновує у Львові соціалістичну партію. Навчаючись у Львівському університеті, він заприятелював із Франком і Дзвонковським.
У 1897 році відбулися вибори до австрійського парламенту — рейхсрату. Дашинський виставив свою кандидатуру та виграв, набравши 75 % голосів. За нього голосували студенти, робітники та євреї. Таким чином Ігнацій став наймолодшим депутатом парламенту.

### Перша світова війна
На початку Першої світової війни Дашинський виступав з австрійських позицій та закликав «вбити ніж у спину стікаючої кров'ю Франції». Коли ж стало зрозуміло, що перемога залишиться за Антантою, Ігнацій боротися з Габсбургами. У часи існування Королівства Польща виступає проти нього. Коли розпалася Австро-Угорська імперія Дашинський формує самопроголошений Тимчасовий Уряд Польської Народної Республіки. Столицею цього державного утворення було місто Люблін, тому паралельно вживалась назва «Люблінська республіка».

### Незалежна Польща
7 листопада 1918 року Дашинський призначає себе прем'єр-міністром. Його уряд проголосив восьмигодинний робочій день, задекларував націоналізацію копалень і великих земельних володінь. Відчувався гострий брак готівки, що погрожувало перейти у системну кризу. Дашинський звернувся за багатомільйонною позичкою до люблінських банкірів, проте ті відмовили.
У цей же час у Варшаві формувався польський уряд Юзефа Пілсудського. Дашинський приєднався до Пілсудського. Таким чином, саме Дашинський став першим прем'єром Другої Речі Посполитої, щоправда, невдовзі подав у відставку.

## Робота у Сеймі
Після початку польсько-більшовицької війни, Дашинський закликав до якнайшвидшого укладення миру. Він належав до противників створення Ради державної оборони, охарактеризувавши його як противагу Сейму. Однак, 24 липня 1920 року Дашинський вступив в уряд національної оборони, на посаду заступника прем'єр-міністра. Вже 15 грудня 1920 року подає у відставку через незгоду з офіційною зовнішньо-політичною позицією.
Після відставки з уряду Дашинський починає роботу щодо написання нової Конституції. Конституція була прийнята 17 березня 1921 року.
Після прийняття Конституції Дашинський продовжив політичну діяльність депутатом польського сейму. Спочатку він підтримувавЮзефа Пілсудського, а потім перейшов до лав опозиції. Саме як опозиційного політика його у 1928 році обрали маршалком (спікером) парламенту.
Під час парламентської та бюдетної кризи, що спалахнула між депутатами і військовим міністром Пілсудським на фоні збільшення державних асигнувань на оборону він вступив у черговий конфлікт з останнім. У парламент прийшов сам Пілсудський в оточенні сотні озброєних офіцерів. Дашинський відмовився розпочинати засідання сейму, поки військові не підуть геть.

## Смерть
Помер 31 жовтня 1935. В день похорон на всіх підприємствах Польщі на п'ять хвилин було призупинено роботу.